# Cephalops paganus
Cephalops paganus är en tvåvingeart som först beskrevs av Hardy 1965.  Cephalops paganus ingår i släktet Cephalops och familjen ögonflugor. Inga underarter finns listade i Catalogue of Life.